# Krajowa Szkoła Administracji Publicznej im. Prezydenta Rzeczypospolitej Polskiej Lecha Kaczyńskiego

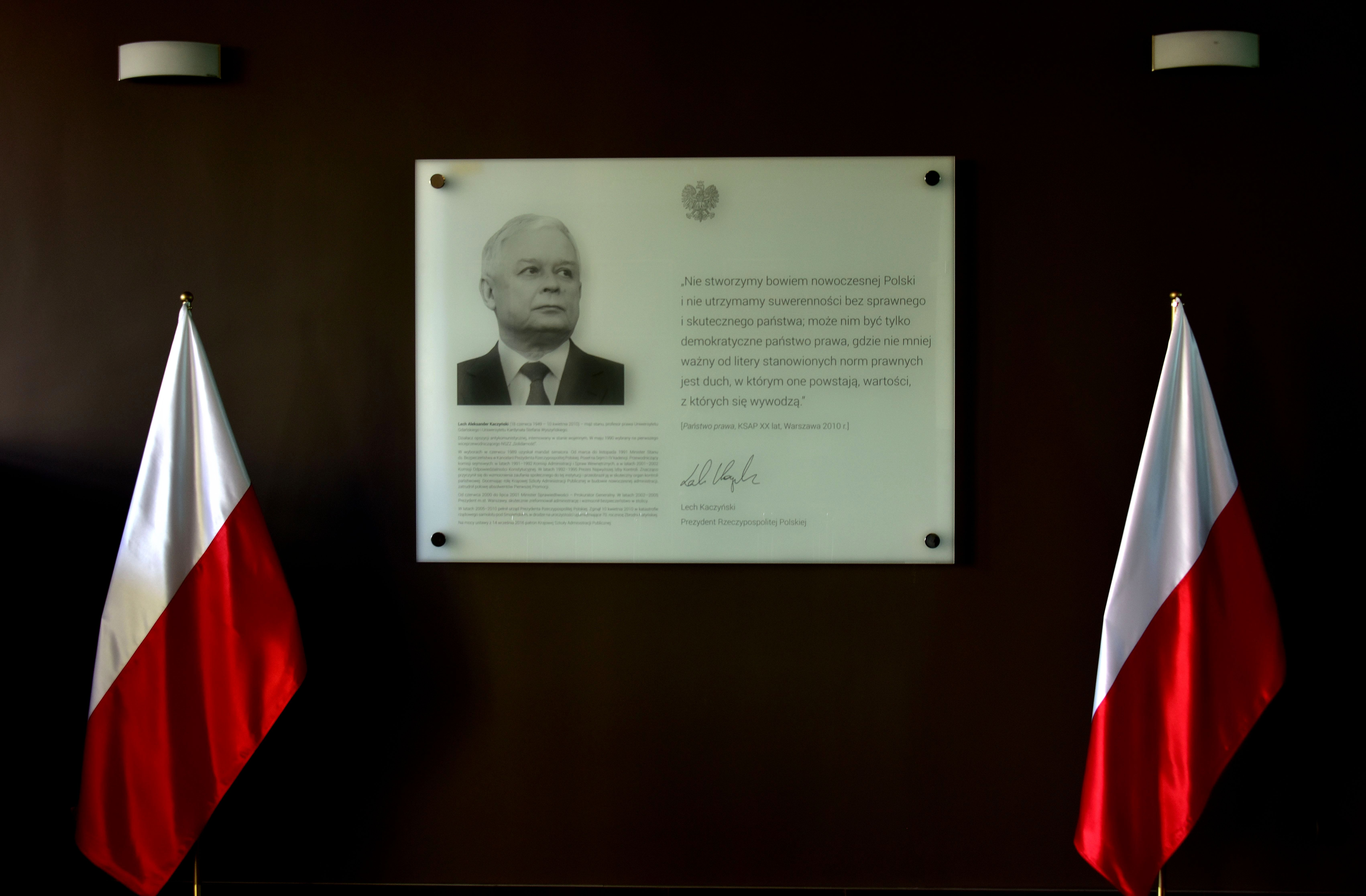
Tablica w holu Krajowej Szkoły Administracji Publicznej upamiętniająca Lecha Kaczyńskiego

Krajowa Szkoła Administracji Publicznej im. Prezydenta Rzeczypospolitej Polskiej Lecha Kaczyńskiego (KSAP) – państwowa szkoła z siedzibą w Warszawie, wyłączona z systemu szkolnictwa wyższego, podlegająca Prezesowi Rady Ministrów. Kształci i przygotowuje do służby publicznej urzędników służby cywilnej oraz kadry wyższych urzędników polskiej administracji.
Działa na podstawie ustawy o Krajowej Szkole Administracji Publicznej z 14 czerwca 1991. W 2016 jej patronem został Lech Kaczyński, Prezydent Rzeczypospolitej Polskiej od 2005 do 2010.

## Historia
Krajowa Szkoła Administracji Publicznej została utworzona przez rząd Tadeusza Mazowieckiego w maju 1990, na początku okresu transformacji ustrojowej. Była to pierwsza tego typu placówka w państwach byłego bloku komunistycznego.

## Siedziba
Szkoła mieści się w modernistycznym gmachu zaprojektowanym przez Romualda Gutta. Gmach był wznoszony etapami w latach 1928–1933. Początkowo miał on trzy kondygnacje. Czwarta została dobudowana w latach 1949–1950. 
W latach 1928–1939 budynek KSAP był siedzibą Szkoły Nauk Politycznych, przekształconej w kwietniu 1939 w Akademię Nauk Politycznych. W latach 1950–1961 działała tam Szkoła Główna Służby Zagranicznej, kształcąca kadry wyspecjalizowane w prawie dyplomatycznym i konsularnym oraz handlu zagranicznym. Od 1961 do 1990 budynek służył różnym instytucjom szkoleniowym, m.in. Ośrodkowi i Instytutowi Doskonalenia Kadr Kierowniczych Administracji Państwowej czy Instytutowi Administracji i Zarządzania. 
W gmachu mieszczą się m.in. sale wykładowe, biblioteka z czytelnią, sala konferencyjna oraz kafeteria. Księgozbiór zgromadzony w bibliotece obejmuje około 25 tysięcy publikacji o tematyce administracji publicznej i prawa administracyjnego, stosunków międzynarodowych oraz Unii Europejskiej, a także finansów publicznych i ekonomii, prawa cywilnego i konstytucyjnego oraz nauk społecznych.

## Zadania szkoły

### Kształcenie stacjonarne przyszłych urzędników służby cywilnej
O przyjęcie do KSAP może ubiegać się osoba, która: nie ukończyła 32 lat, posiada dyplom studiów wyższych z tytułem magistra oraz zna dobrze jeden z języków obcych: angielski, francuski lub niemiecki. Postępowanie rekrutacyjne jest podzielone na cztery etapy, które weryfikują m.in. wiedzę i motywację kandydatów oraz umiejętność pracy w grupie.
Nauka w KSAP trwa 19 miesięcy. W trakcie kształcenia słuchacze zdobywają zarówno specjalistyczną wiedzę, jak i umiejętności praktyczne niezbędne do pracy w administracji publicznej. Zajęcia prowadzą praktycy z urzędów administracji publicznej oraz wykładowcy akademiccy. Program kształcenia stacjonarnego jest aplikacyjny i ciągły.  
Obowiązkowym elementem kształcenia w Krajowej Szkole jest udział słuchaczy w stażach administracyjnych: krajowych i zagranicznych. W trakcie odbywania stażu słuchacze otrzymują zadania pracowników urzędów i są oceniani przez opiekunów stażowych.  
- Staże krajowe: dwa w czasie kształcenia, trwające po 6 tygodni, organizowane w centralnych urzędach administracji publicznej.
- Staż zagraniczny: trwa także 6 tygodni. Najczęściej jest organizowany w instytucjach administracji publicznej państw członkowskich Unii Europejskiej.

W trakcie nauki w KSAP słuchacze uczą się obowiązkowo języka angielskiego oraz drugiego języka obcego do wyboru: niemieckiego lub francuskiego. Ponadto mogą brać udział w lektoratach m.in. z języka rosyjskiego, hiszpańskiego, arabskiego i chińskiego.
KSAP prowadzi program Mentor, który obejmuje indywidualne spotkania z mentorami – doświadczonymi pracownikami administracji publicznej. Słuchacze poznają pracę urzędu, w którym pracuje mentor, uczestniczą w projektach realizowanych przez mentora i uczą się od niego praktycznych umiejętności.
Słuchacze mają obowiązek przestrzegać zasad etyki korpusu służby cywilnej. W szczególności są zobowiązani do powstrzymywania się od publicznego manifestowania poglądów politycznych.

### Szkolenia dla administracji publicznej
Jednym z głównych zadań KSAP jest wspieranie rozwoju zawodowego pracowników administracji publicznej (kształcenie ustawiczne). Szkoła prowadzi szkolenia uzupełniające wiedzę, rozwijające kompetencje „miękkie”, a także umiejętności językowe urzędników. KSAP przygotowuje również szkolenia na zlecenie poszczególnych urzędów. Wśród wykładowców Szkoły byli lub są m.in.: Jerzy Bralczyk, Tomasz Kammel, Ewa Nowińska i Monika Zamachowska.

### Inne działania wspierające doskonalenie i rozwój administracji publicznej
KSAP prowadzi postępowanie kwalifikacyjne w służbie cywilnej na podstawie art. 43 ustawy z dnia 21 listopada 2008 r. o służbie cywilnej. Limit mianowań określany jest co roku w ustawie budżetowej. Akty mianowania otrzymują pracownicy służby cywilnej, którzy w wyniku pomyślnego przejścia postępowania kwalifikacyjnego uzyskają w rankingu wyników miejsce uprawniające do mianowania, a także absolwenci Szkoły, którzy w danym roku złożą wniosek o mianowanie.
KSAP prowadzi Lingwistyczne Postępowanie Sprawdzające, które potwierdza znajomość języków obcych na poziomie B2 lub C1. LPS obejmuje postępowanie sprawdzające z języków: angielskiego, francuskiego, hiszpańskiego, niemieckiego i rosyjskiego. Certyfikat wydany przez Szkołę jest honorowany w postępowaniu kwalifikacyjnym w służbie cywilnej oraz przy ubieganiu się o przyjęcie do służby dyplomatyczno-konsularnej. 
We współpracy z instytucjami i organizacjami międzynarodowymi KSAP wspiera rozpoznawanie dobrych i innowacyjnych praktyk stosowanych w instytucjach publicznych w Polsce i na świecie. Ponadto KSAP tworzy warunki do przekazywania zdobytej wiedzy i doświadczeń urzędom polskiej administracji oraz administracji innych krajów: realizuje projekty rozwojowe, współpracuje z instytucjami (również międzynarodowymi), organizuje transgraniczne wizyty studyjne, szkolenia i staże oraz organizuje konferencje i seminaria z zakresu administracji publicznej.

### Absolwenci
Po ukończeniu Szkoły absolwenci rozpoczynają pracę w urzędach administracji publicznej na stanowiskach, które proponuje im Prezes Rady Ministrów. W administracji publicznej mają obowiązek pracować co najmniej 5 lat. Są zatrudnieni w administracji centralnej i terenowej, w polskich ambasadach oraz w organizacjach międzynarodowych. Ponadto dyplom ukończenia Szkoły umożliwia uzyskanie statusu mianowanego urzędnika służby cywilnej bez konieczności przechodzenia postępowania kwalifikacyjnego.
Absolwenci Szkoły mogą być członkami, działającego od 1993, Stowarzyszenia Absolwentów Krajowej Szkoły Administracji Publicznej. Stowarzyszenie ułatwia utrzymywanie więzi ze Szkołą i innymi jej absolwentami. Niektórzy absolwenci powracają do KSAP jako mentorzy lub wykładowcy.
Poszczególne roczniki rozpoczynające naukę w KSAP wybierają patrona dla swojej promocji.
| Promocja | Lata      | Patron promocji              | Znani absolwenci                                                              |
| -------- | --------- | ---------------------------- | ----------------------------------------------------------------------------- |
| I.       | 1991–1993 | Pierwsza Promocja            | Waldemar Dubaniowski, Władysław Stasiak, Claudia Torres-Bartyzel, Paweł Banaś |
| II.      | 1992–1994 | Pro Publico Bono             | Zbigniew Gryglas, Robert Kupiecki, Mirosław Kochalski, Jan Pastwa             |
| III.     | 1993–1995 | Państwo Prawa                |                                                                               |
| IV.      | 1994–1996 | Sapere Aude                  | Elżbieta Bieńkowska                                                           |
| V.       | 1995–1997 | Rzeczpospolita               | Grażyna Piotrowska-Oliwa                                                      |
| VI.      | 1996–1998 | Pro Republica Emendanda      |                                                                               |
| VII.     | 1997–1999 | Eugeniusz Kwiatkowski        |                                                                               |
| VIII.    | 1998–2000 | Promocja 2000 Robert Schuman | Dobrosław Dowiat-Urbański, Anita Noskowska-Piątkowska                         |
| IX.      | 1999–2001 | Ignacy Paderewski            | Mariusz Błaszczak, Paweł Chorąży, Zbigniew Gniatkowski                        |
| X.       | 2000–2002 | Viribus Unitis               |                                                                               |
| XI.      | 2001–2003 | Władysław Grabski            |                                                                               |
| XII.     | 2002–2004 | Jan Zamoyski                 |                                                                               |
| XIII.    | 2003–2005 | Jerzy Giedroyć               |                                                                               |
| XIV.     | 2004–2006 | Jan Nowak-Jeziorański        | Rafał Siemianowski, Robert Andrzejczyk                                        |
| XV.      | 2005–2007 | Stefan Starzyński            |                                                                               |
| XVI.     | 2006–2008 | Stanisław Staszic            |                                                                               |
| XVII.    | 2007–2009 | Andrzej Frycz Modrzewski     |                                                                               |
| XVIII.   | 2008–2010 | Bronisław Geremek            |                                                                               |
| XIX.     | 2009–2010 | Królowa Jadwiga              |                                                                               |
| XX.      | 2009–2011 | Józef Piłsudski              |                                                                               |
| XXI.     | 2010–2011 | Stanisław Konarski           |                                                                               |
| XXII.    | 2010–2012 | Ryszard Kaczorowski          |                                                                               |
| XXIII.   | 2011–2012 | Polskie Państwo Podziemne    |                                                                               |
| XXIV.    | 2012–2014 | Wiesław Chrzanowski          |                                                                               |
| XXV.     | 2013–2015 | Amor Patriae Nostra Lex      |                                                                               |
| XXVI.    | 2014–2016 | Tadeusz Mazowiecki           |                                                                               |
| XXVII.   | 2015–2017 | Jan Karski                   |                                                                               |
| XXVIII.  | 2016–2018 | Tadeusz Kościuszko           |                                                                               |
| XXIX.    | 2017–2019 | Polonia Restituta            |                                                                               |
| XXX.     | 2018–2020 | Irena Sendlerowa             |                                                                               |
| XXXI.    | 2019–2021 | Witold Pilecki               |                                                                               |
| XXXII.   | 2020–2022 | Rudolf Weigl                 |                                                                               |
| XXXIII.  | 2021–2023 | Halina Krahelska             |                                                                               |
| XXXIV.   | 2022–2024 | Ignacy Łukasiewicz           |                                                                               |
| XXXV.    | 2024–2025 | In varietate concordia       |                                                                               |

## Administracja

### Dyrektorzy
Szkoła podlega Prezesowi Rady Ministrów, który powołuje jej dyrektora. Dyrektorzy KSAP:
- Maria Gintowt-Jankowicz (1991–2006)
- Józefa Hrynkiewicz (2006–2008)
- Jacek Czaputowicz (2008–2012)
- Jan Pastwa (2012–2016)
- Wojciech Federczyk (2016–2024)
- Małgorzata Bywanis-Jodlińska (od 2024)

### Rada KSAP
Rada Szkoły jest organem wnioskującym, doradczym i opiniującym. Wspiera realizację misji KSAP w zakresie rozwoju i kierunków działania Szkoły, a także czuwa nad zgodnością programu z potrzebami i wyzwaniami administracji publicznej w Polsce. Do kompetencji Rady należy: 
- opiniowanie kierunków działania Szkoły, ogólnych zasad rekrutacji, procesu dydaktycznego, a także funkcjonowania i wyników działalności Szkoły,
- rekomendowanie zmian i przedstawianie propozycji we wskazanym powyżej zakresie,
- określanie organizacji i trybu działania Rady.

Radę tworzą przedstawiciele organów administracji rządowej, ministrowie ds. administracji publicznej, finansów publicznych, spraw zagranicznych, szkolnictwa wyższego oraz szefowie Kancelarii Prezesa Rady Ministrów, Kancelarii Prezydenta RP i Służby Cywilnej, Prezes Najwyższej Izby Kontroli, Prezes Naczelnego Sądu Administracyjnego, a także przedstawiciele nauki i środowisk opiniotwórczych powołani przez Prezesa Rady Ministrów. 

### Finansowanie KSAP
Działania statutowe Szkoły są finansowane z budżetu państwa w ramach części 16 – Kancelaria Prezesa Rady Ministrów. Ponadto Szkoła realizuje dodatkowe zadania zlecone oraz projekty międzynarodowe finansowane ze środków Unii Europejskiej.